# Henrik Kaestlin
Henrik Kaestlin (* 14. September 1911 in Wyborg; † 9. Januar 2000) war ein finnisch-schweizerischer Filmproduzent.

## Leben und Werk

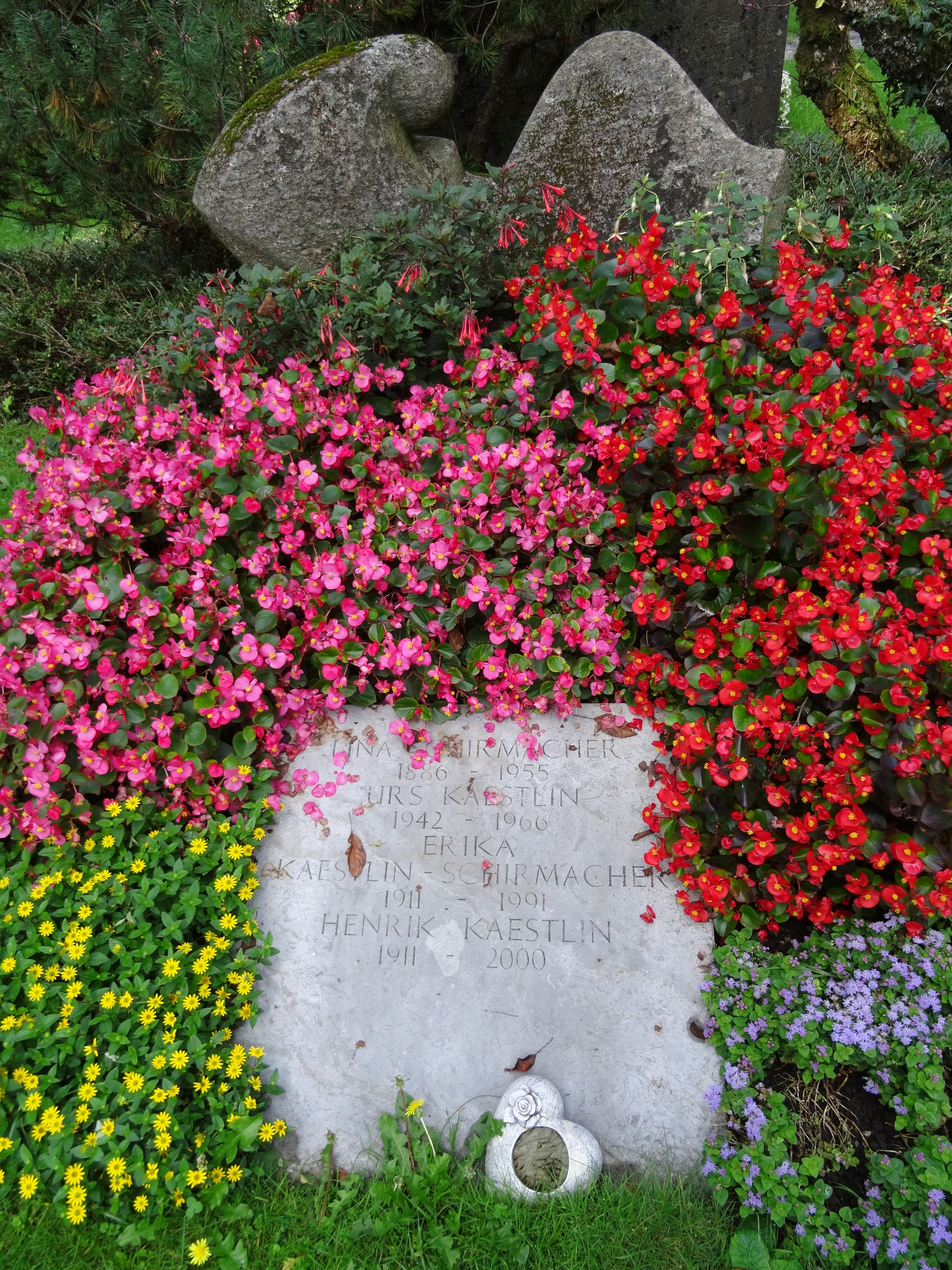
Grab, Friedhof Enzenbühl, Zürich

Henrik Kaestlins Vorfahren stammten aus dem St. Galler Rheintal, wo seine Familie in St. Margrethen noch als «Kästli» zu Hause gewesen sind. Sein Grossvater Jean begann seine Banker-Karriere bei Raffael in Paris. Sein Vater stieg in St. Petersburg zum Direktor der Russischen Bank auf. Während der Oktoberrevolution musste die Familie in die Schweiz flüchten und liess sich auf dem Schloss Louisenberg nieder, das sein Grossvater 1906 erworben hatte. Kaestlin liess das Schloss jahrzehntelang restaurieren.
Kaestlin studierte an der Universität Zürich Rechtswissenschaften und promovierte in Völkerrecht. Anschliessend übernahm er die Anwaltskanzlei von Eduard Zellweger und führte sie, bis 1977 sein Sohn als Partner eintrat, alleine.
Kaestlins grosse Leidenschaft galt Zeitlebens dem Film. So erlernte er das kaufmännische Filmhandwerk in einer Kino- und Verleihgesellschaft. Seine Frau Erika, geborene Schirmacher (1911–1991) leitete das Zürcher Studiokino «Piccadilly». Er war Geldgeber der Neuen Film AG und gründete 1958 eine eigene Firma, die bekannte Schauspieler wie Lilli Palmer, Curd Jürgens oder Romy Schneider vermittelte und Teile des Erlöses in bundesdeutsche Koproduktionen investierte. Kaestlin war auch der Besitzer des Grand Café Odeon.
Henrik Kaestlin gründete 1955 in Paris den «Weltverband des Filmkunsttheaters» (CICAE). Dafür wurde er durch den französischen Kulturminister zum Ritter des Ordens für Kunst und Wissenschaft ernannt. Später wurde er deren Ehrenpräsident.
Henrik Kaestlin und seine Ehefrau fanden ihre letzte Ruhestätte auf dem Friedhof Enzenbühl in Zürich.

## Filmografie (Auswahl)
- 1960: Frau Warrens Gewerbe
- 1960: An heiligen Wassern
- 1961: Frau Cheneys Ende
- 1962: Finden Sie, dass Constanze sich richtig verhält?
- 1962: Kohlhiesels Töchter
- 1965: Im Reich des Kublai Khan
- 1969: Das Go-Go Girl vom Blow Up